# Kyle Larson

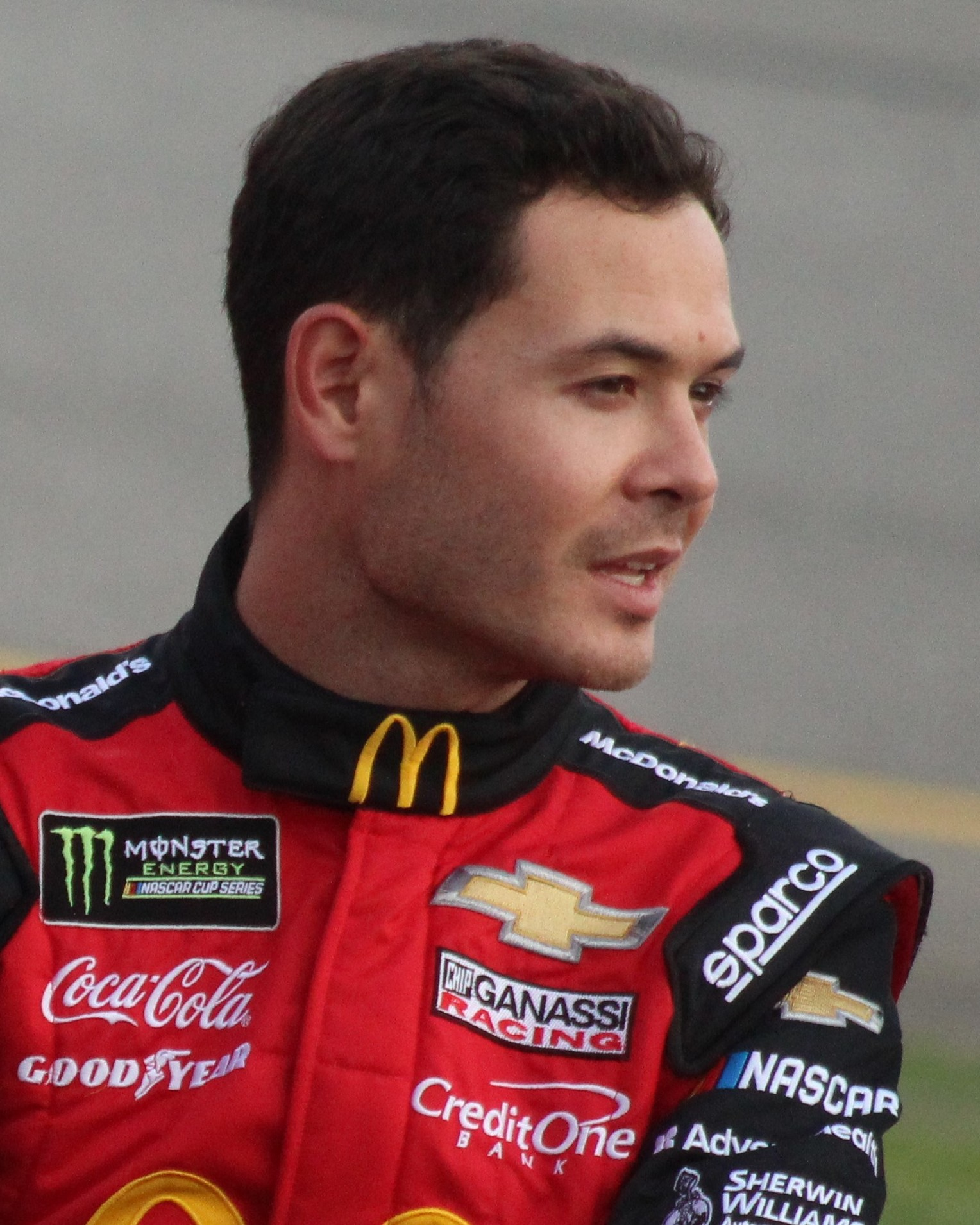
Kyle Larson

Kyle Miyata Larson (sinh tại Sacramento, California, vào ngày 31 tháng 7 năm 1992) là một tay đua chuyên nghiệp người Mỹ gốc Nhật Bản tham gia thi đấu tại giải NASCAR Cup Series.
Larson tham gia đội đua Chip Ganassi Racing từ mùa giải 2014 đến đầu mùa giải 2020 với xe số 42. Ở đội đua này, anh đã giành được chín chiến thắng trong cuộc đua. Anh ta đã bị đình chỉ khỏi các quan chức NASCAR và sau đó bị sa thải khỏi đội Ganassi vào tháng 4 năm 2020 do sự cố phát ngôn phân biệt chủng tộc trong một cuộc đua ảo.
NASCAR khôi phục vị thế của Larson vào tháng 10 năm 2020. Bắt đầu mùa giải 2021, anh đua trong đội Hendrick Motorsports với chiếc xe số 5.